# نيكوس بارلوس
نيكوس بارلوس (باليونانية: Νίκος Μπάρλος)‏ مواليد 12 يوليو 1979 في باتراس، هو لاعب كرة سلة يوناني. بدأ مسيرته الاحترافية في سنة 1999. يلعب مع فريق نادي بانيونيوس. يحمل الرقم 19.

## المسيرة الاحترافية
لعب مع نادي أولمبياكوس لكرة السلة من سنة 2005 إلى 2007، ثم لعب مع نادي إيه إي كي لكرة السلة في موسم 2007–2008، ثم لعب مع نادي أريس لكرة السلة من سنة 2008 إلى 2010، ثم لعب مع نادي بانيونيس لكرة السلة من سنة 2010 إلى 2012، ثم لعب مع نادي بانيونيس لكرة السلة في سنة 2016.

## روابط خارجية
- نيكوس بارلوس على موقع الدوري الأوروبي لكرة السلة (الإنجليزية)
- نيكوس بارلوس على موقع كرة السلة الأوروبية.كوم (الإنجليزية)
- نيكوس بارلوس على موقع ريلجم (الإنجليزية)
- نيكوس بارلوس على موقع بروبوليرز (الإنجليزية)
- نيكوس بارلوس على موقع سبورتس رفرنس (الإنجليزية)